# 丰塔内拉
丰塔内拉（義大利語：Fontanella），是意大利贝加莫省的一个市镇。总面积17平方公里，人口4240人，人口密度249.4人/平方公里（2009年）。国家统计（ISTAT）代码为016101。